# Tai Tuivasa
Tai Tuivasa (ur. 16 marca 1993 w Sydney) – australijski bokser i zawodnik mieszanych sztuk walki (MMA) wagi ciężkiej. Obecnie związany z Ultimate Fighting Championship.

## Życiorys
Tuivasa urodził się w Sydney jako syn rdzennej Australijki (Wiradjuri) i Samoańczyka. Dorastał na zachodnich przedmieściach Sydney, Mount Druitt, z 11 rodzeństwem. W młodości grał głównie w lidze rugby. W 2010 roku podpisał kontrakt z profesjonalnym klubem ligi rugby Sydney Roosters, ale zrezygnował z uprawiania tego sportu, gdy uzależnił się od hazardu.

## Osiągnięcia

### Mieszane sztuki walki
- Australian Fighting Championship
  - 2016: Mistrz AFC w wadze ciężkiej[7]
- National Dreamtime Awards
  - 2018: Nagroda National Dreamtime Awards w kategorii Międzynarodowy Sportowiec Roku

## Życie prywatne
Tuivasa ma jednego syna z Brierley Pedro, która jest siostrą zawodnika wagi półciężkiej UFC Tysona Pedro.
Jest obecnie gospodarzem „The Halfcast Podcast”, którego współgospodarzami są Tyson Pedro i rugbysta Andrew Fifita.
Od 2018 roku celebruje swoje zwycięstwa w oktagonie pijąc piwo z pożyczonego buta. Gazeta The Daily Telegraph ukuła dla niego przydomek „Shoeyvasa”. Na UFC 254 gdy wygrał, nie pozwolono mu robić swojej pokazowej celebracji, ale od tego czasu kontynuuje tę tradycję. 
Jest współwłaścicielem Drink West Brewery wraz z Tysonem Pedro i Nathanem Cleary.